# Автомобільна промисловість у В'єтнамі
Автомобільна промисловість В'єтнаму — галузь економіки В'єтнаму.

## Огляд

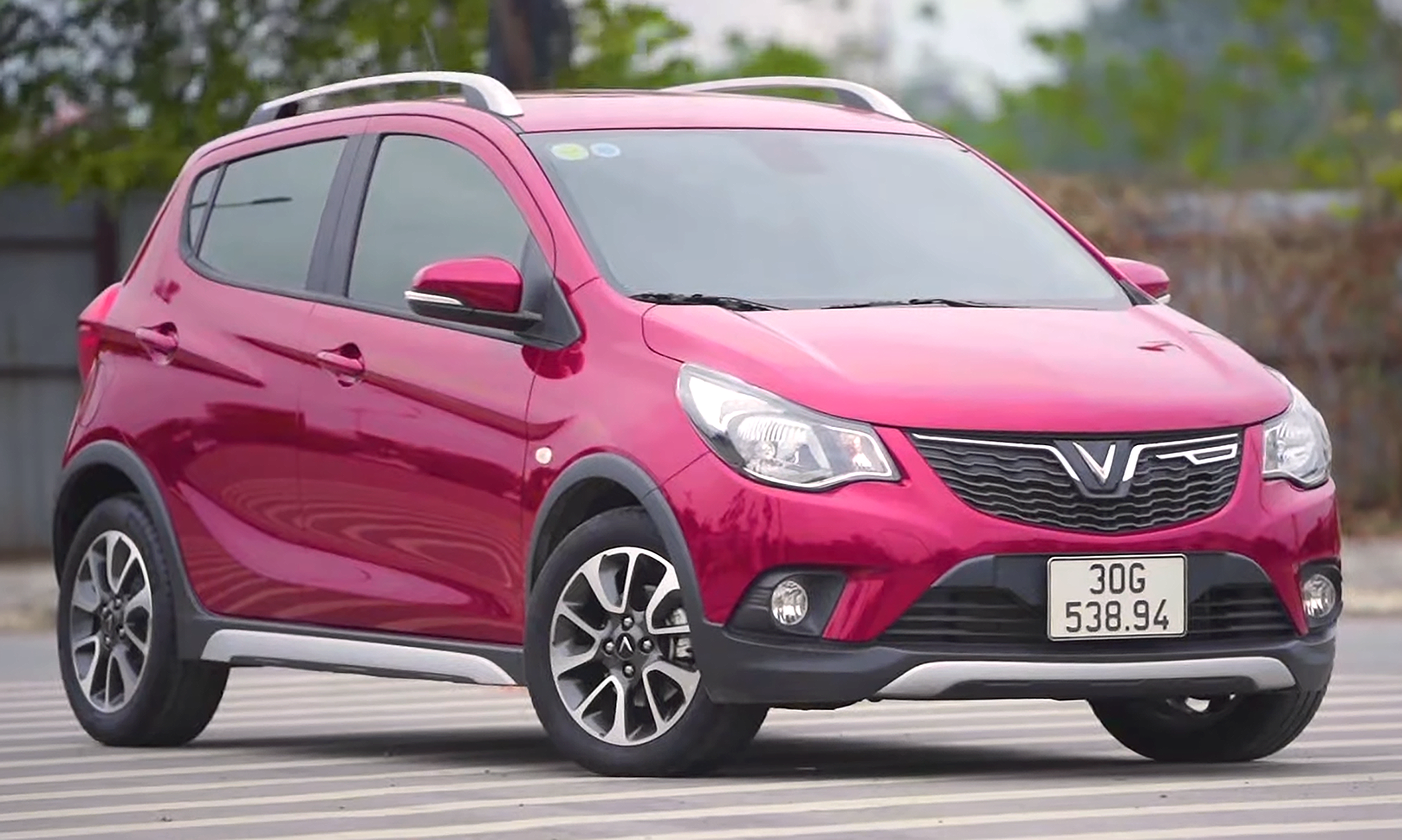
VinFast Fadil (2019–2022)

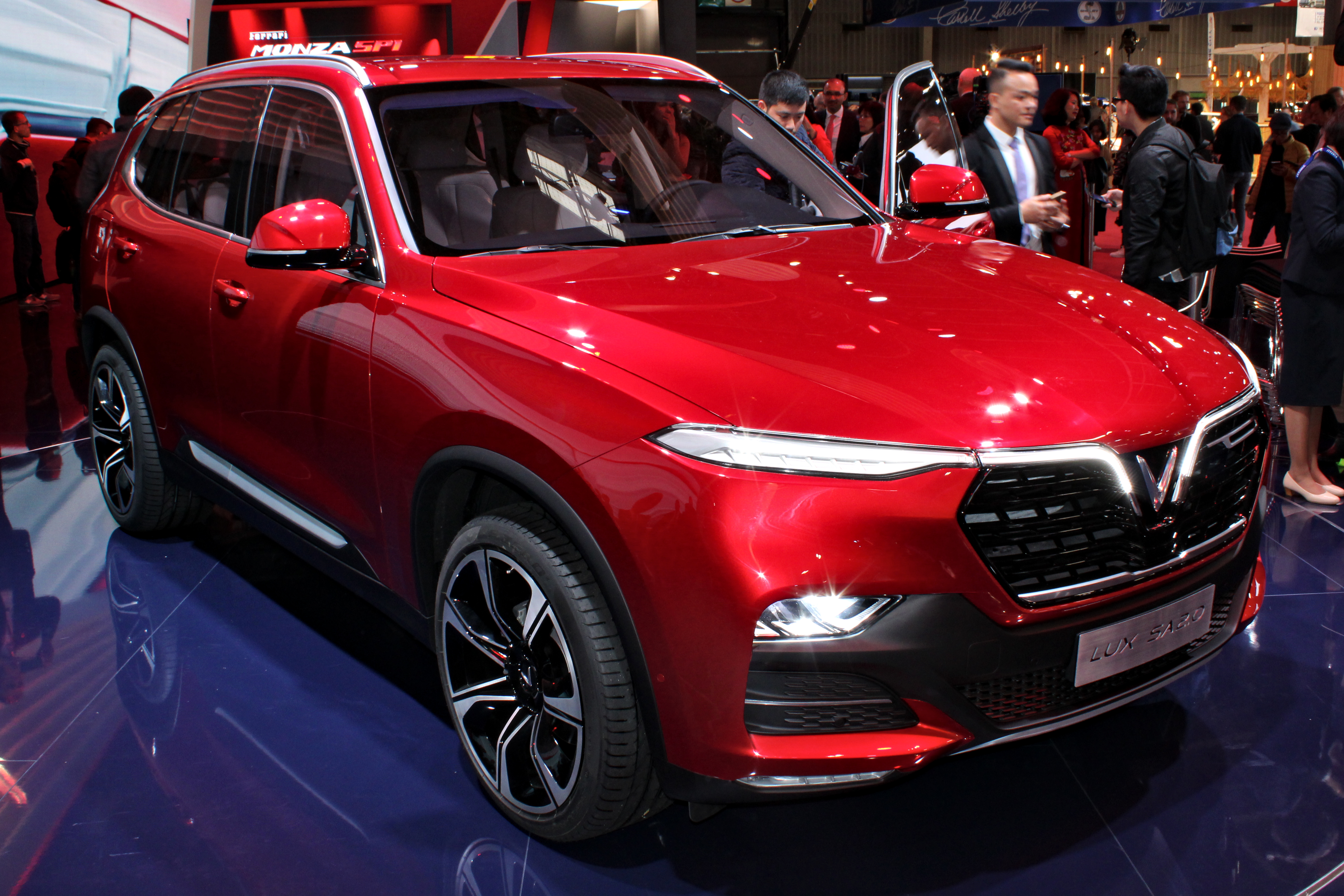
VinFast LUX SA2.0 (2019–2022)

Автомобільна промисловість у В'єтнамі є сектором, який швидко розвивається і в основному залежить від внутрішніх продажів. Всі моделі, які випускаються в даний час, розробляються за кордоном іноземними брендами, і багато з них покладаються на виробництво машинокомплектів. Через високі імпортні податки на автомобілі уряд В'єтнаму захищає вітчизняне виробництво. Хоча В'єтнам є учасником зони вільної торгівлі Асоціації держав Південно-Східної Азії (АСЕАН), імпорт автомобілів підпадає під виключення. З 1 січня 2018 року податок на імпорт в розмірі 30% було припинено в рамках договорів АСЕАН. В даний час в'єтнамська автомобільна промисловість не вважається досить конкурентоспроможною, щоб зробити експорт реальним. Станом на квітень 2018 року 85% продаж машин у В'єтнамі було вироблено в країні з комплектів CKD.
До 1986 року, володіння автомобілями у В'єтнамі було дуже обмежено, а наявні транспортні засоби були імпортовані з країн другого світу, які були більш політично узгоджені з урядом. В 1995 році були побудовані перші автомобільні заводи з використанням комплектів для виробництва автомобілів, починаючи з Mitsubishi, Toyota та Isuzu. В період з 2003 по 2006 рік податок з продажу автомобілів зріс із 5% до 50%, що призвело до затримки продажу автомобілів.
З 2013 року Toyota Vios є найбільш продаваним автомобілем у В'єтнамі, за ним йдуть Hyundai Accent та Hyundai Grand i10.
У 2017 році Toyota займала найвищу частку ринку продажів легкових автомобілів у В’єтнамі до 23%.
VinFast є єдиним вітчизняним брендом легкових автомобілів у В'єтнамі. У серпні 2018 року General Motors продала свої підприємства у В’єтнамі компанії Vinfast, надавши останній права на розповсюдження моделей GM у В’єтнамі та передавши свій завод у Ханої компанії Vinfast. Vinfast використовуватиме завод для виробництва власних автомобілів на додаток до вже запланованого заводу в Хайфоні. Генеральним директором Vinfast є колишній керівник GM Джим ДеЛука (Jim DeLuca).
В'єтнамський автомобільний ринок відносно невеликий, але показує найшвидший ріст у Південно-Східній Азії.
Велика частина автовиробників у В'єтнамі є членами (неурядової) В'єтнамської Асоціації Автомобільних Виробників (Vietnam Automobile Manufacturers' Association, VAMA).

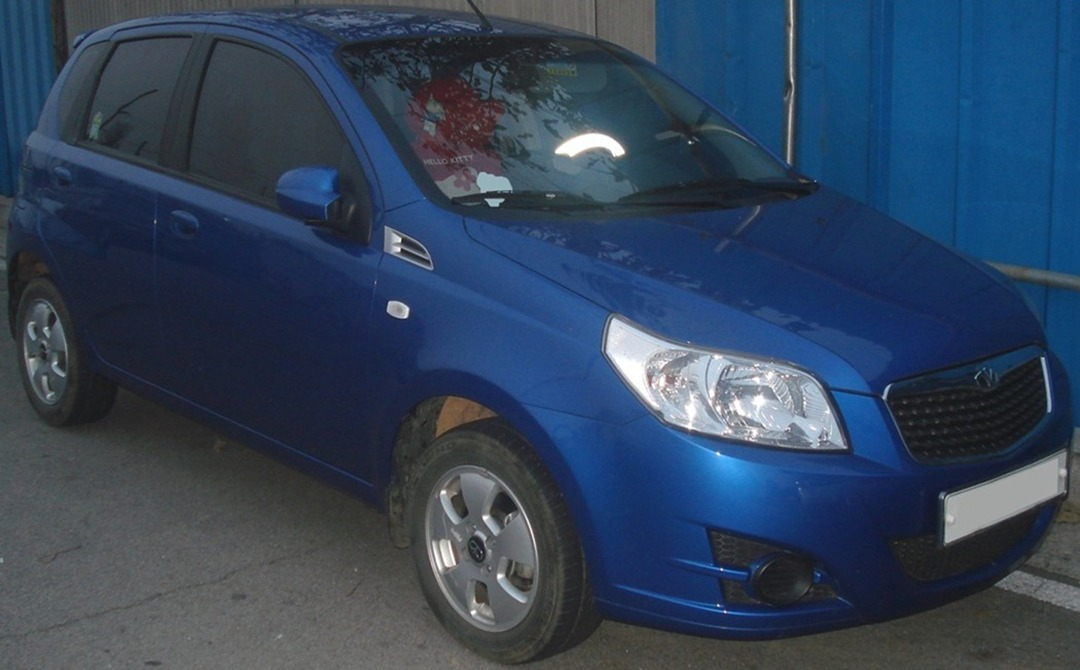
Daewoo Gentra (2006–2018)
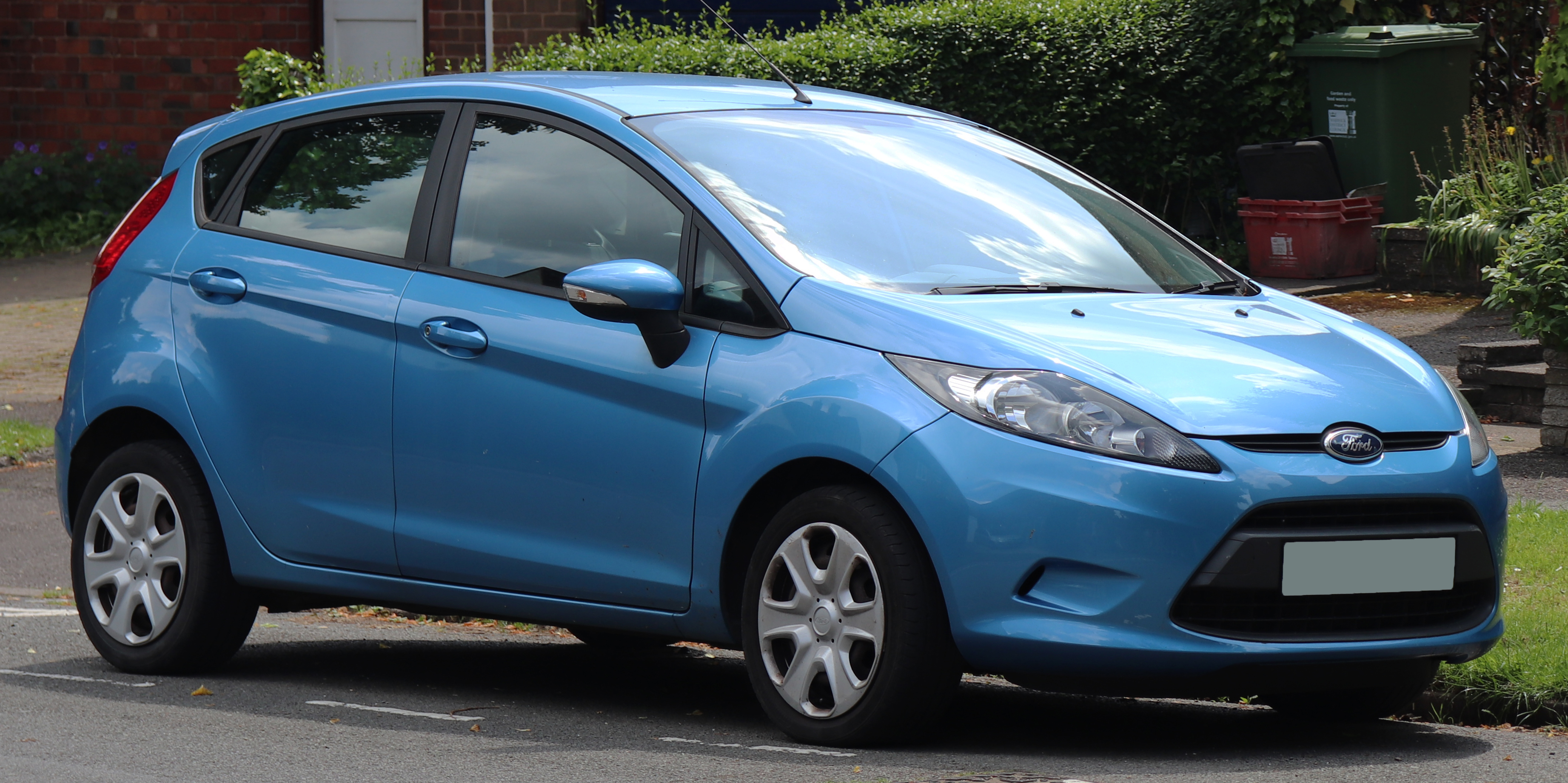
Ford Fiesta (2009–2017)
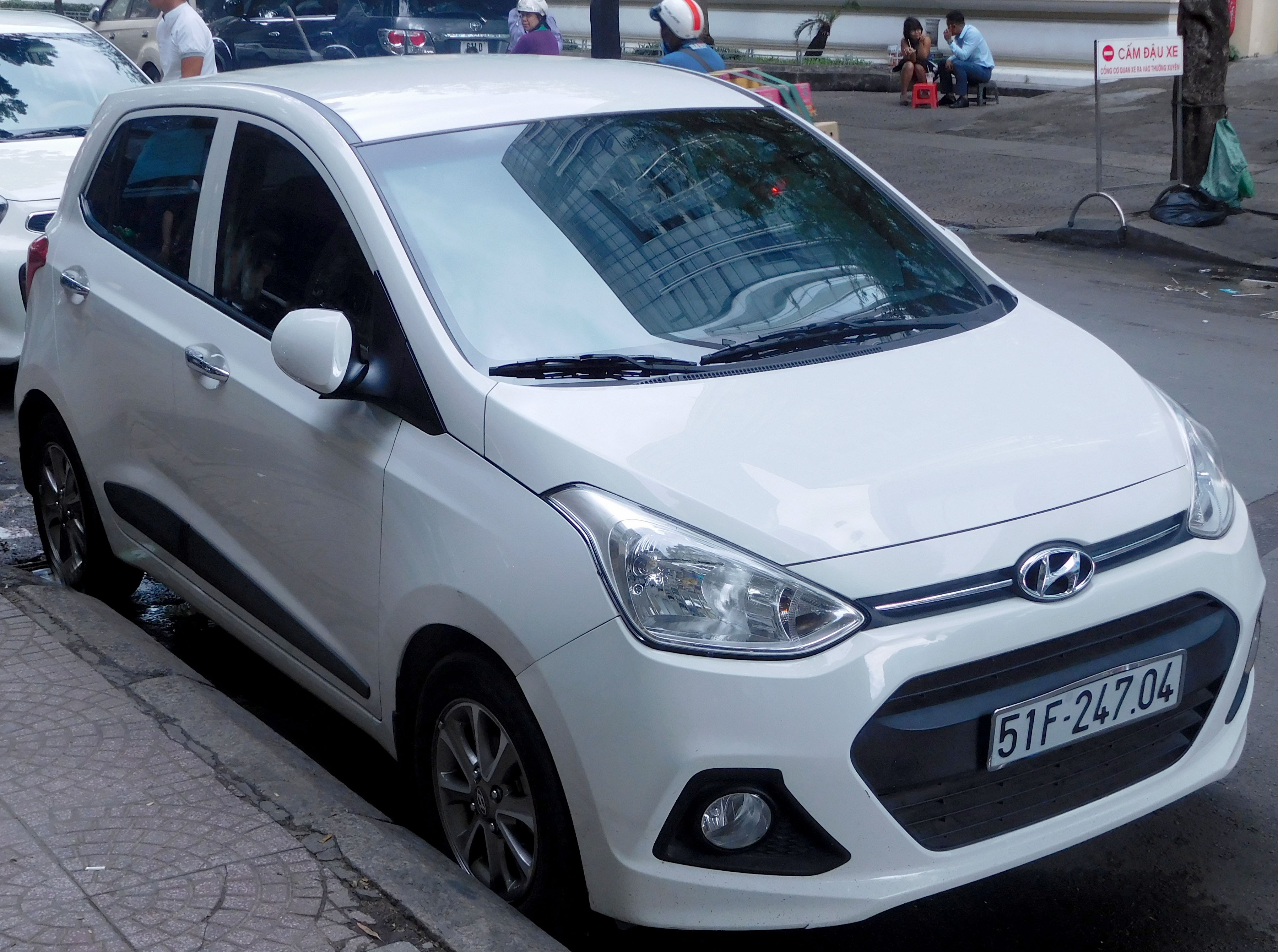
Hyundai i10 (2013–2022)
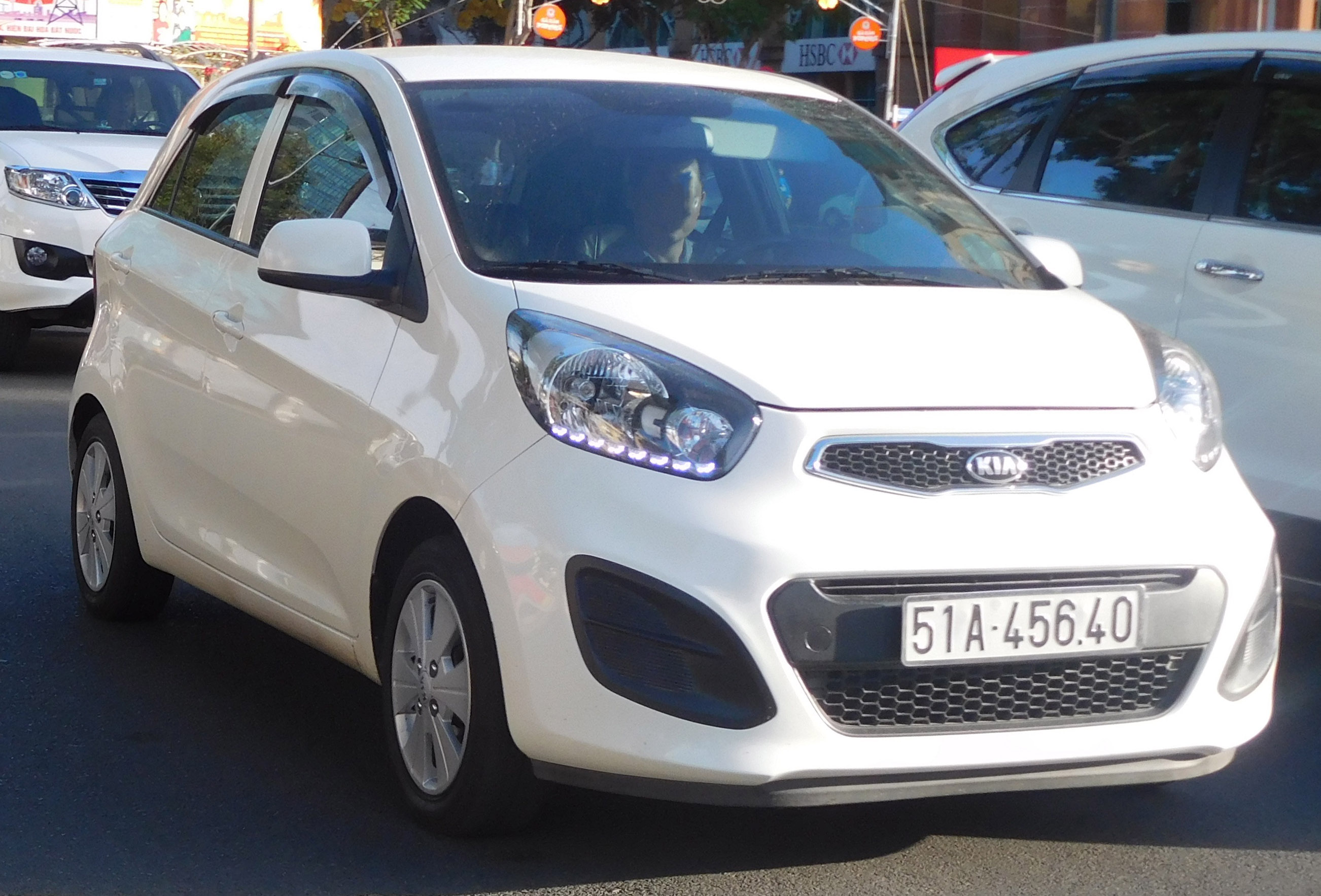
Kia Picanto (2011–2017)
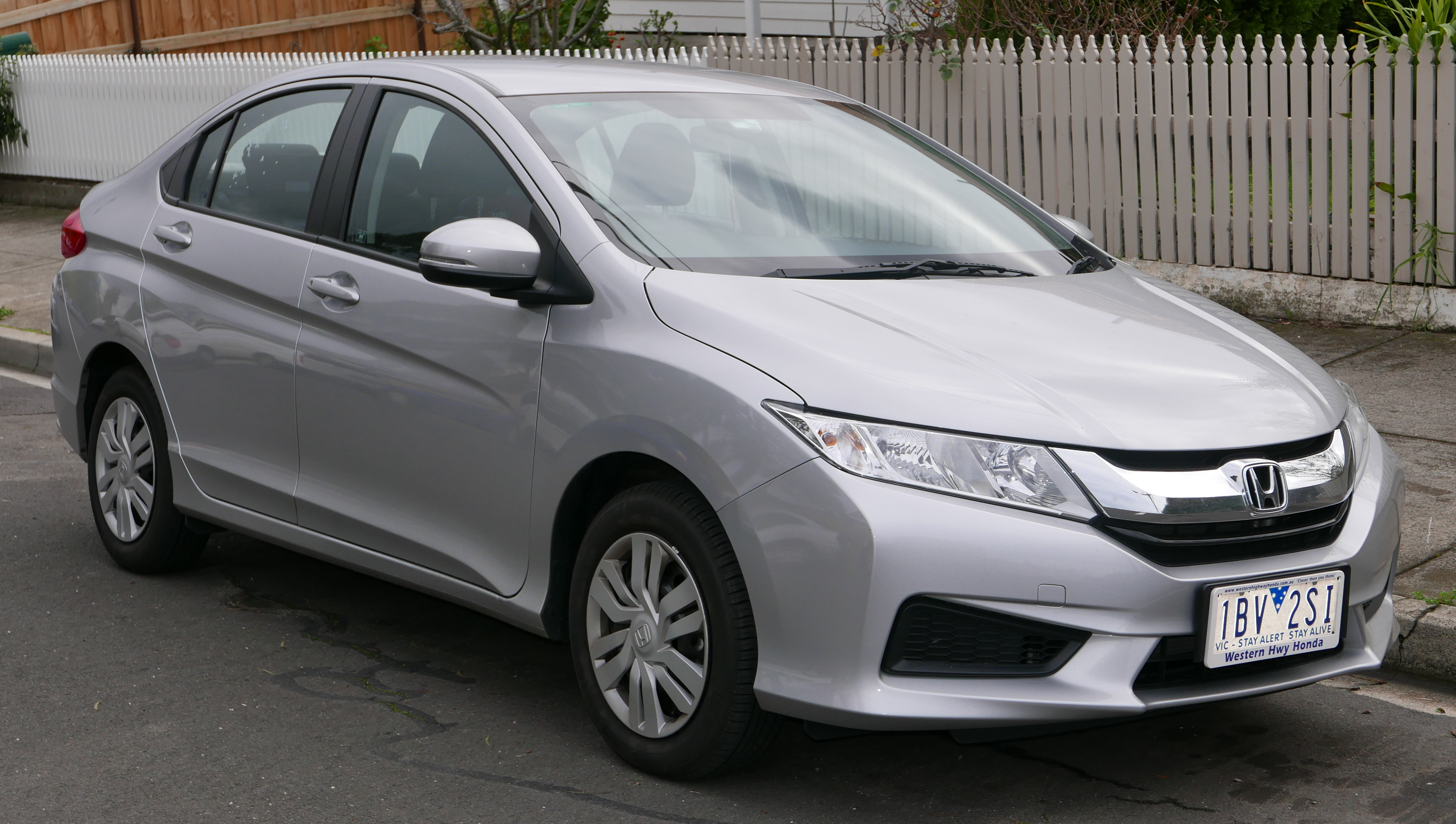
Honda City (2014–2023)
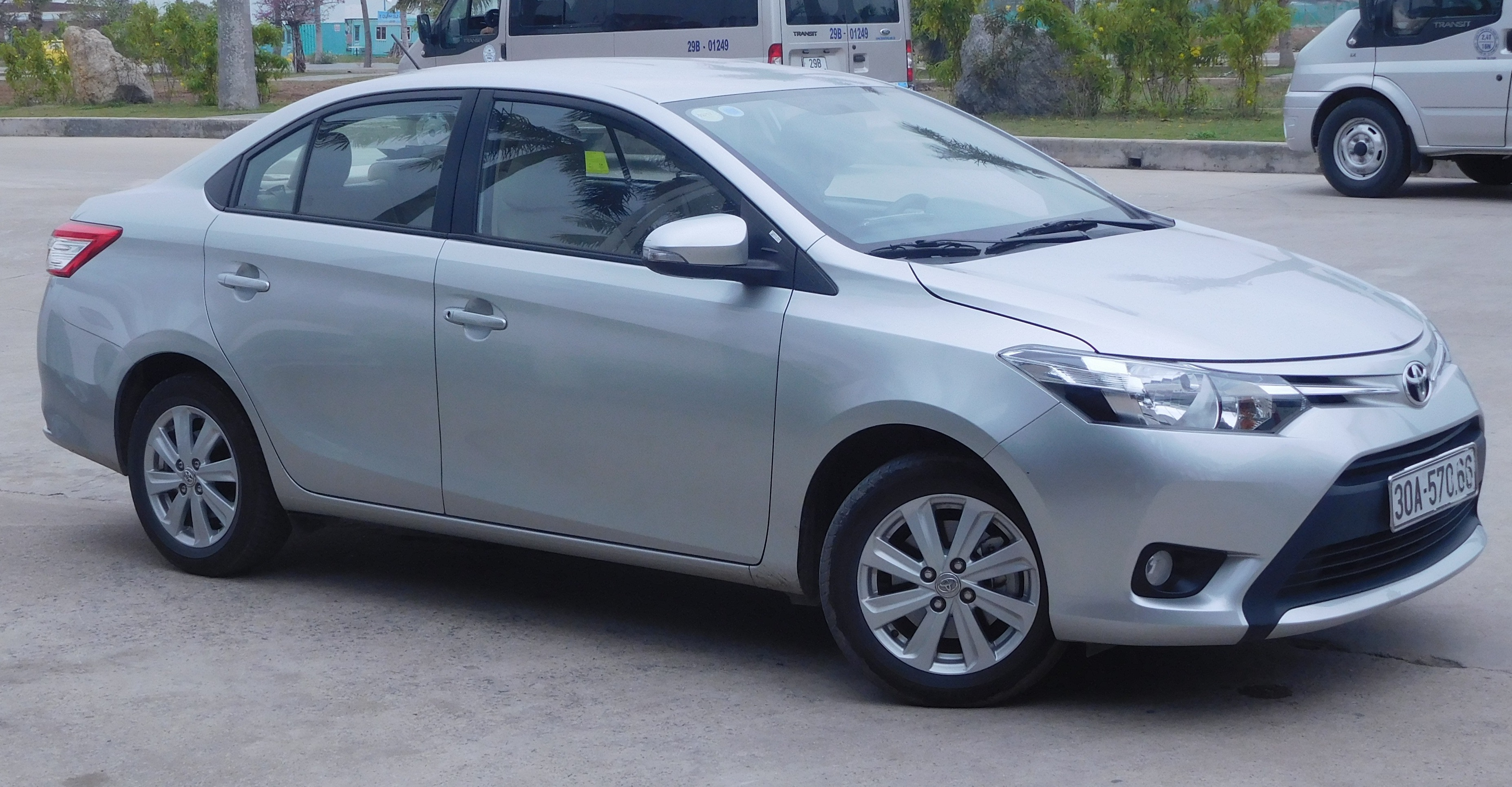
Toyota Vios (2013–дотепер)

## Виробники

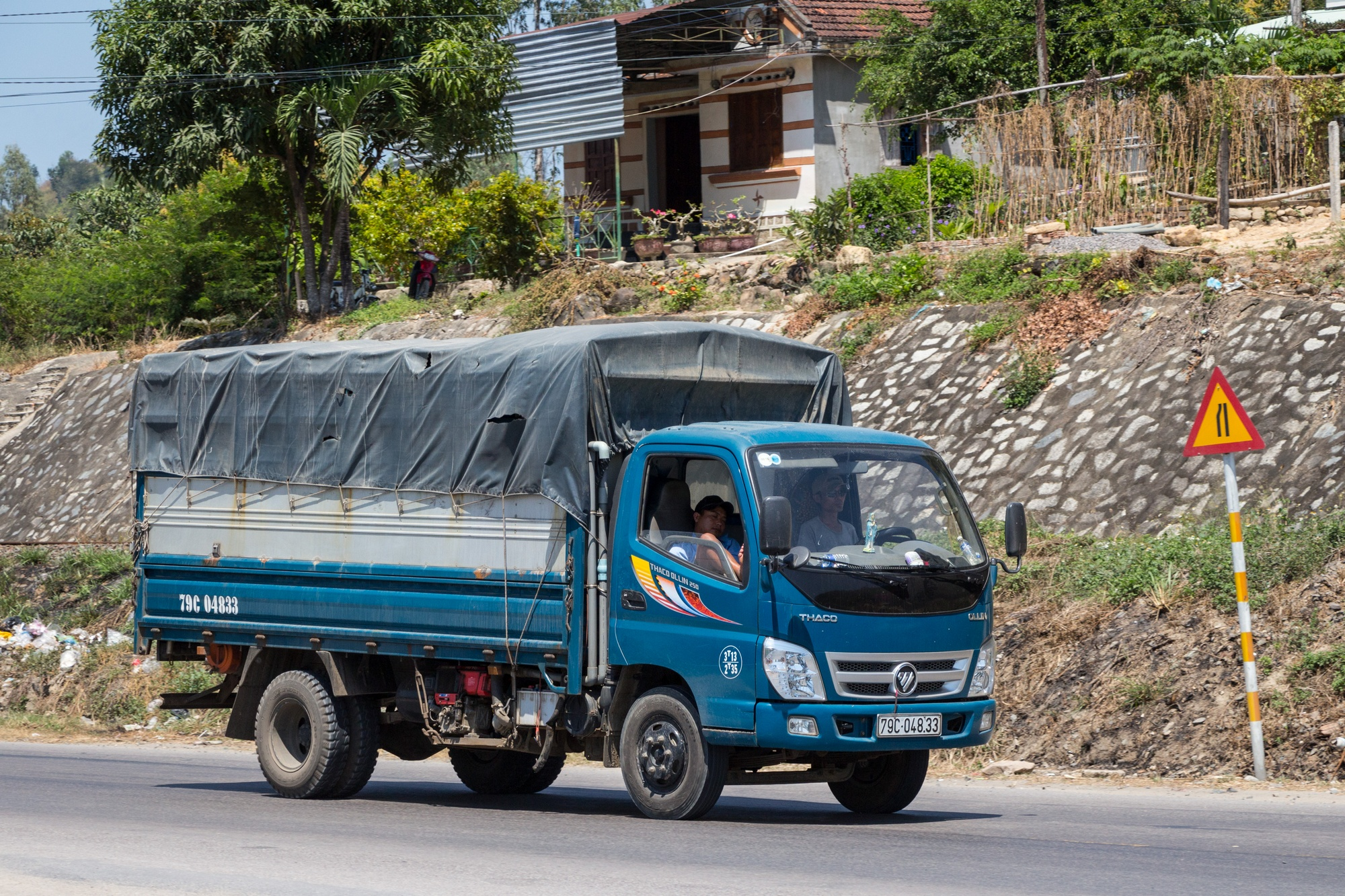
Легка вантажівка THACO Ollin 250

- THACO
- SAMCO
- VinFast
- Vinaxuki

## Іноземні компанії
- Chevrolet (GM Vietnam)
- Daihatsu (Daihatsu Vindaco)
- Fiat  (Mekong Auto)
- Ford (Ford Vietnam)
- Hino (СП з Vinamotor)
- Honda (СП з Vietnam Engine and Agricultural Machinery Corporation (VEAM))
- Hyundai (СП з Thanh Cong Auto)
- Isuzu (Isuzu Vietnam)
- Kia (СП з THACO)
- Mazda (Vina Mazda Automobile Manufacturing, СП з THACO)
- Mitsubishi (СП з Vina Star Motors Corporation)
- SsangYong (Mekong Auto)
- Suzuki (Suzuki Visuco)
- Toyota (Toyota Motor Vietnam )

## Обсяг виробництва за роками

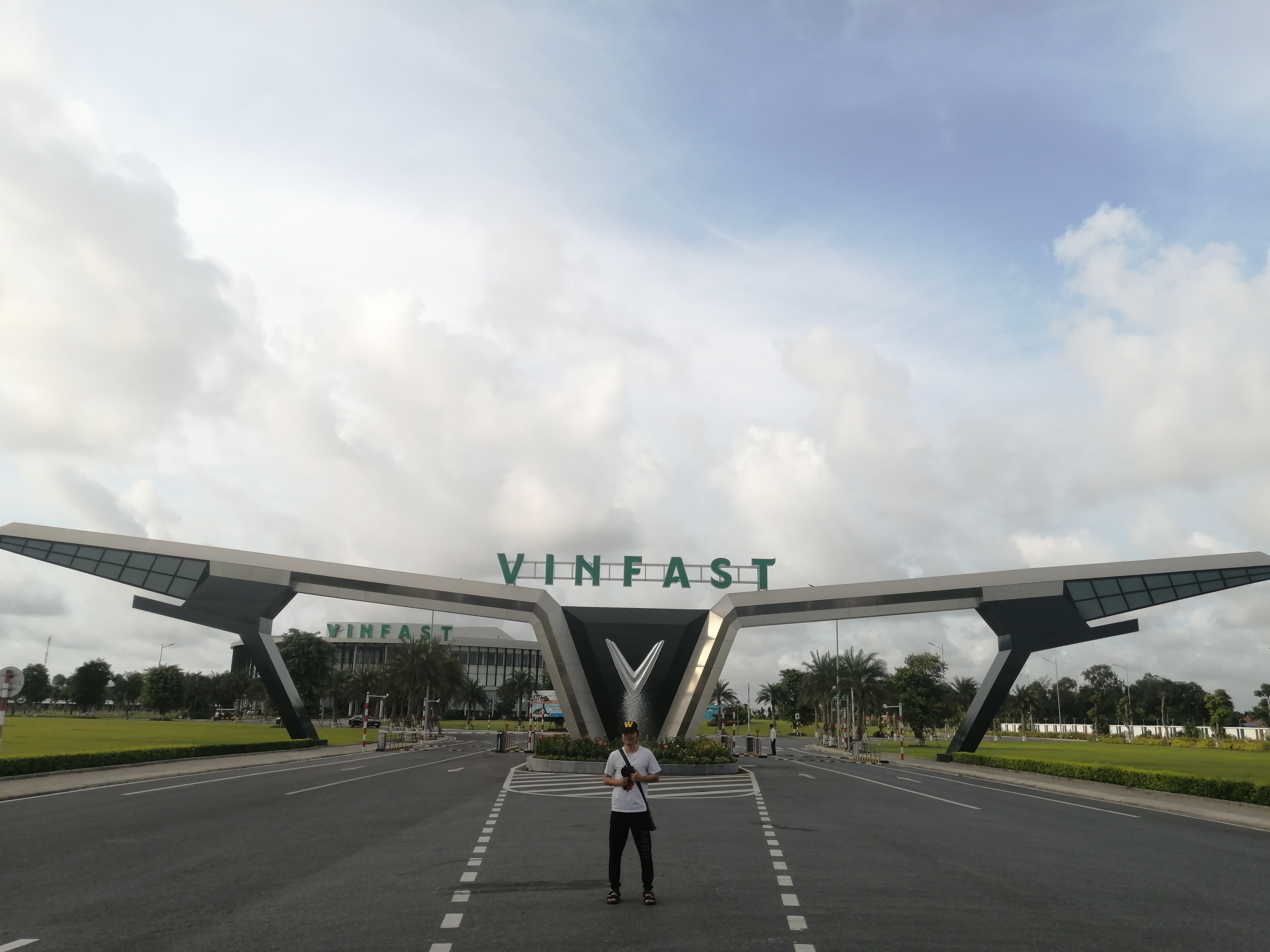
Головні ворота заводу VinFast у місті Хайфон

| Рік  | Обсяг виробництва |
| ---- | ----------------- |
| 2000 | 6,862             |
| 2005 | 31,600            |
| 2010 | 42,286            |
| 2011 | 31,181            |
| 2012 | 40,470            |
| 2013 | 37,576            |
| 2014 | 48,871            |
| 2015 | 50,000            |
| 2016 | 236,161           |
| 2017 | 236,161           |
| 2018 | 237,000           |
| 2019 | 250,000           |
| 2020 | 165,568           |
| 2021 | 163,250           |
| 2022 | 232,410           |
| 2023 | 177,435           |